# Jüdischer Friedhof Pilviškiai

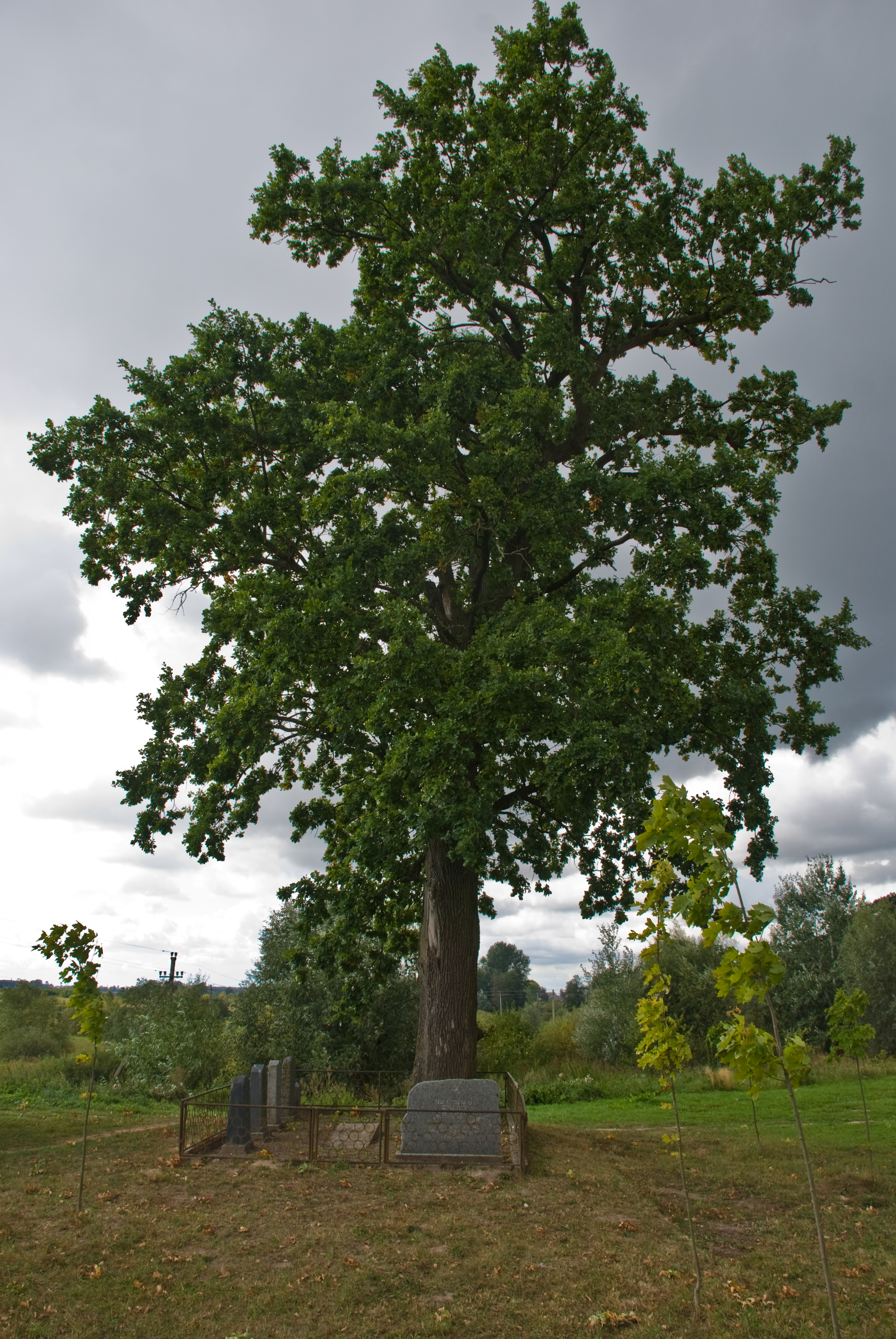
Jüdischer Friedhof Pilviškiai (2008)

Der jüdische Friedhof Pilviškiai liegt in Pilviškiai, einer Stadt in der Rajongemeinde Vilkaviškis im Südwesten Litauens. Auf dem jüdischen Friedhof sind etwa fünf Grabsteine erhalten.